# استی آموکویا
استی آموکویا (انگلیسی: Esty Amukwaya؛ زادهٔ ۱ ژانویهٔ ۱۹۸۸) بازیکن فوتبال اهل نامیبیا است.
وی همچنین در تیم ملی فوتبال Namibia بازی کرده‌است.